# 小島伊佐美
小島 伊佐美（こじま いさみ、1875年（明治8年）3月16日 - 1945年（昭和20年）6月15日）は戦前日本のドイツ語教師。石川県士族。熊本市第五高等学校で44年間ドイツ語を教えた。

## 経歴

### 学生時代
1875年（明治8年）3月16日石川県金沢に小島与次郎の長男として生まれた。原籍は川上新町3丁目12番地。1881年（明治14年）5月金沢の小学校に入学し、1888年（明治21年）11月共立尋常中学校（後の金沢一中）第2年級に編入、1892年（明治25年）4月第1回生として卒業し、同校予備科で嘱託教師を務めた。
1893年（明治26年）9月11日第四高等中学校本科第1年級に入学し、徳永富・蒲生重実にドイツ語を学んだ。両親は共働きで学業を助けたが、生活は苦しく、校長・教員に庇護を受けたという。
1895年（明治28年）7月10日四高を卒業、9月11日東京帝国大学文科大学独逸文学科に入学し、カール・フローレンツに学んだ。同級の藤井信吉、1級上の青木昌吉、2級下の高木敏雄とは後に五高で同僚となった。

### 五高時代

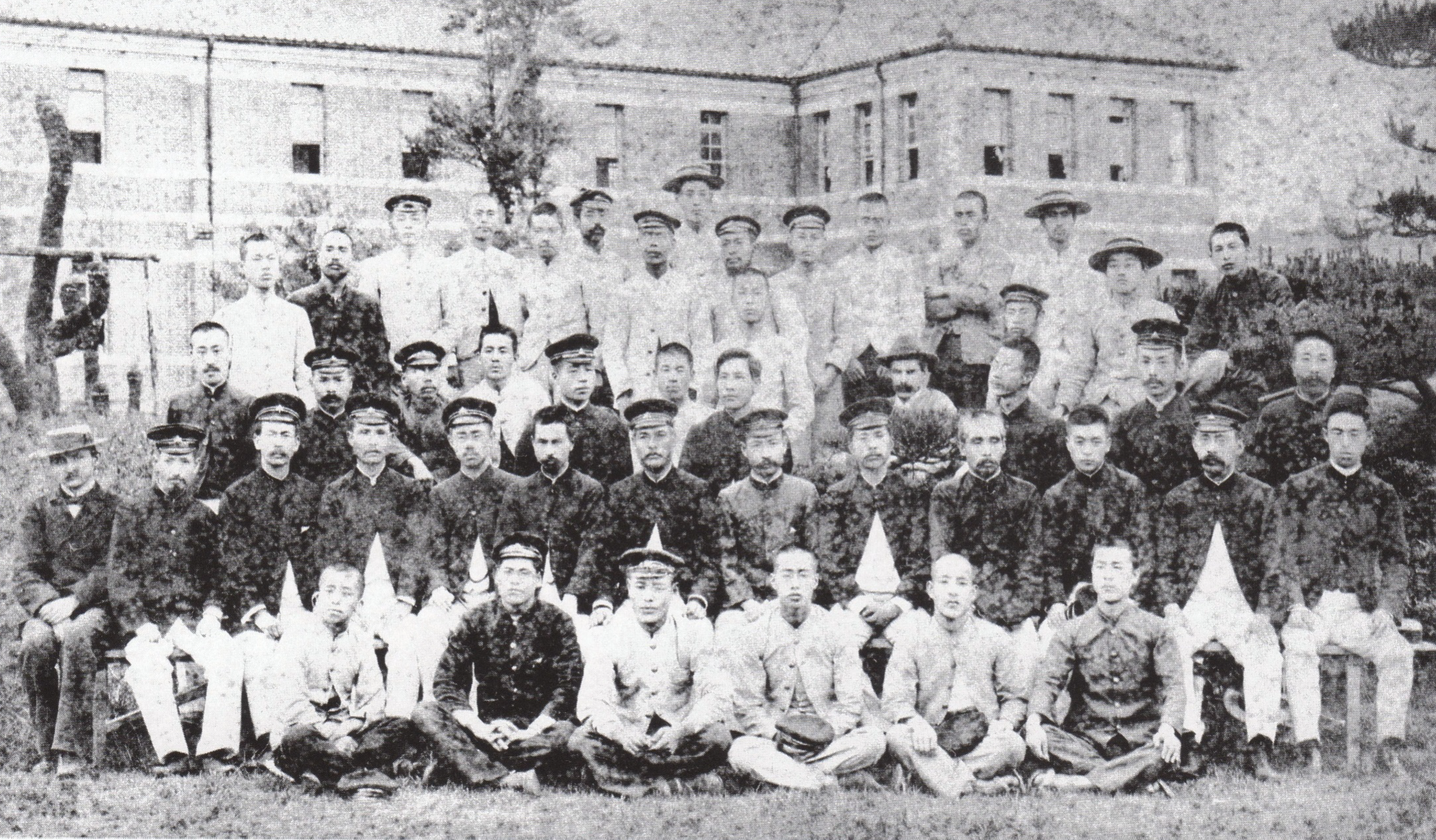
1900年（明治33年）5月の五高教授陣と生徒。第2列左から4人目が長谷川貞一郎、5人目が小島伊佐美、7人目が櫻井房記校長、8人目が夏目漱石、9人目が武藤虎太。

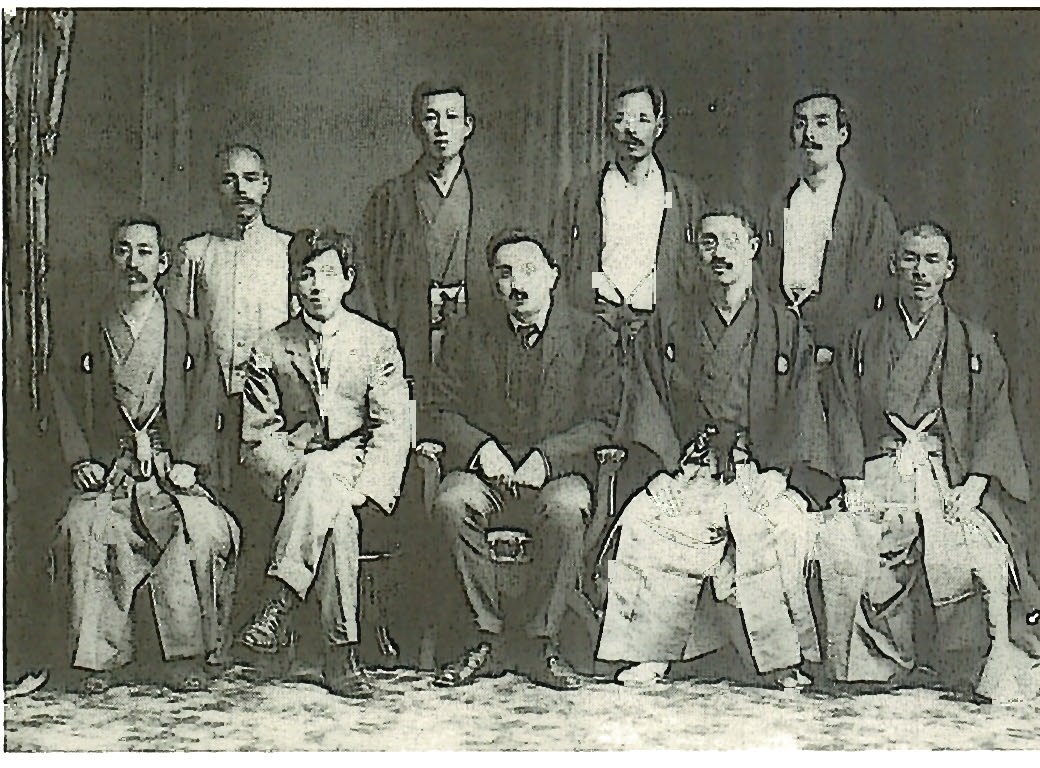
1912年（明治45年）6月ヨーゼフ・プラウト送別記念写真。熊本岩田写真館で撮影。前列右から2人目が小島伊佐美。

1898年（明治31年）7月10日帝大を卒業、8月16日第五高等学校嘱託講師となり、結婚で転出した長谷川貞一郎と入れ替わりに熊本市北新坪井合羽丁の下宿に住み込んだ。1899年（明治32年）2月10日教授となり、1901年（明治34年）大学予科独語科主任、1906年（明治39年）6月第五学科（ドイツ語科）主任、1909年（明治42年）1月評議員、1911年（明治44年）10月第三部長を歴任した。
1912年（大正元年）9月6日同僚桑野礼治が広島県忠海町で海水浴中脳貧血で水死し、同月現地調査に赴いた。1915年（大正4年）7月中国・朝鮮出張を命じられたが、病気のため菊地行蔵が代理で赴任した。
1920年（大正9年）9月13日文部省により1年半のドイツ・アメリカ合衆国留学を命じられ、22日私費留学を決めた同僚坂田道男と春洋丸で横浜港を出港、サンフランシスコ・ロサンゼルス・グランドキャニオン・シカゴ・ナイアガラの滝を観光し、ニューヨークを拠点にワシントンD.C.・ボストンにも足を伸ばした。アメリカの大学については、男女共学、黒人の黒さと数、運動の活発さ、寄付文化、博物館の充実ぶりが印象に残ったという。12月25日ホワイト・スター・ラインの汽船でニューヨークを発ち、1921年（大正10年）1月2日リヴァプールに到着、ロンドンに入り、秩序立った労働運動に感銘を受けた。ここで坂田と別れて大陸に渡り、パリで第一次世界大戦の傷跡を目にし、ベルギー・ベルギーを経てドイツに入った。ベルリン大学で聴講生となるも、授業には出ず、スイス・イタリア・チェコスロバキア・オーストリア・ハンガリーを巡り、後から来た坂田とデンマーク・スウェーデン・ノルウェーを旅行し、マルセーユから出航、1922年（大正11年）8月23日神戸港に帰国した。
元教え子松尾精一に主任教授の座を譲り、1932年（昭和7年）2月6日教授を辞職した後も、嘱託講師として無給で勤め続けた。5月14日武藤虎太と共に同校初の名誉教授となった。

### 晩年
1944年（昭和19年）3月31日五高を退職し、東京府吉祥寺の長女イサ家に退隠した。戦時中、妻幸枝と孫娘は熊本県山鹿郡の実家に疎開、養子貞介は出征しており、残った子等と配給生活を営む中で衰弱し、1945年（昭和20年）6月15日東京都北多摩郡武蔵野町吉祥寺650番地（武蔵野市吉祥寺北町2ノ1ノ3番地）の自宅で死去した。朝食のためテーブルに座ると同時に息を引き取ったという。
戒名は直心院釈二謝居士。隣組長川田某により葬儀が行われ、戦後西宮市在住の弟善訓により金沢市橋場町善福寺に葬られ、後に野田町野田山墓地の小島家墓に合葬された。

## 著書
- 『独語文法教科書』 Deutsche Schulgrammatik für Japaner - 1905年（明治38年）11月刊。全文ドイツ語の教科書。「小島文典」として重んじられた[1]。
- 『独逸語教本』 Lehrbuch des Deutschen [10] - 1908年（明治41年）9月起稿、1911年（明治44年）9月刊。英語の素養ある初年級生徒を対象とした文法書。謝辞にはヨーゼフ・プラウト、ヴィリー・プレンツェルを挙げる。1941年（昭和16年）1月の第13版には「教育勅語」独訳 Das Kaiserliche Reskript über die Japanische Nationalerziehung を掲載した[1]。
- 『独逸新読本』[1]
- 『独逸時事読本』 - 1914年（大正3年）3月刊[1]。
- Der energetische Imperativ aus Wilhelm Ostwalds monistischen Sonntagspredigten. - 1933年（昭和8年）刊[1]。

## 人物

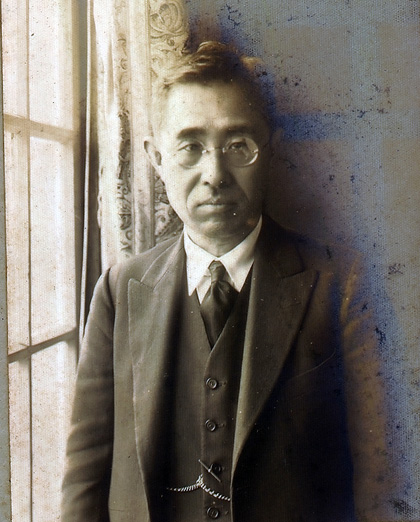
小島伊佐美

1902年（明治35年）卒田島勝太郎によれば、若い頃は「クナーベ」（少年）と呼ばれ、美男子として女性から人気があった。
1936年（昭和11年）卒木下順二によれば、授業の雰囲気は基本的に和やかで、課題を当てられても「やって来とりません」と申告すればやり過ごすことができた。一方、生徒が誤答した場合は正解を教えず、自身で答えに辿り着かせることを方針としており、東明雅が音読でdurchの発音を誤った時、何度言い直しても「いいえ」と否定されるのみで、そのまま授業が終わったことがあった。1942年（昭和17年）卒平野龍一によれば、問題を当てられた生徒が正答できないまま授業が終わり、次の時間に再度問題を当てられたため、生徒は意地になって黙り込んだが、伊佐美も黙って待ち続け、数十分後ついに生徒が根負けして答えたことがあった。
伊佐美も優等生と認めた1918年（大正7年）卒向坂逸郎は「忘れ得ぬ人々」として「小島さん」を挙げ、「おこりもせず、おだてもせず、へつらいもせず、静かな科学者」だったと評する。また死生観について、「私は世の中の隅っこの方でそっと死にたい」とこぼしたことがあったという。
趣味は昼寝・茶道・謡曲で、忠海町で船を借り、親戚と鯛釣りを楽しんだこともあった。日本酒を好んだ。

## 栄典
- 1899年（明治32年）2月10日 従七位[1]
- 1911年（明治44年）12月 勲六等瑞宝章[1]
- 1915年（大正4年）11月 大礼記念章[1]
- 1916年（大正5年）6月 勲五等瑞宝章[1]
- 1921年（大正10年）11月 勲四等瑞宝章[1]
- 1928年（昭和3年）3月 正四位[1]
- 1928年（昭和3年）4月 勲三等瑞宝章[1]
- 1932年（昭和7年）2月 従三位[1]

## 家族
先祖は前田利家家臣という。
- 父：小島与次郎 - 石川県士族[1]。明治維新後は学校で読み書きを教え[1]、金沢市雇員を務めた[4]。1904年（明治37年）11月頃没[1]。
- 母：志げ - 石川県士族榊原誠斎長女[1]。嘉永4年（1851年）7月25日生[1]。1894年（明治27年）頃、伊佐美の学資のため筆紙商を営んだ[4]。
  - 妹：由子 - 1887年（明治20年）11月生[13]。石川県立高等女学校出身[14]。富山県柿沢信義と結婚した[13]。
  - 弟：善訓 - 1892年（明治25年）11月生[13]。山口高等商業学校出身。住友社員。坂田貞次女ツヤと結婚した[15]。
- 先妻：ヒデ - 若松雅太郎・エイの長女[1]。1904年（明治37年）1月結婚[1]。1907年（明治40年）イサ出産後の肥立ちが悪く、7月30日知足寺町16番地で没[1]。
  - 娘：イサ - 1907年（明治40年）5月26日生[1]。尚絅高等女学校出身[14]。
- 後妻：幸枝（ユキエ[13]） - 安部井太郎・中原スマ長女、中原淳蔵の姪[1]。1885年（明治18年）7月[13]熊本県山鹿郡生[1]。日本女子大学校出身[15]。1909年（明治42年）8月30日結婚[1]。
  - 養子：小島貞介 - 幸枝の従兄弟で、五高の教え子。成蹊高等学校でドイツ文学を教えた[1]。